# Edvard Meyer
Edvard Ferdinand Meyer (även stavad Meijer), född 11 september 1825 i Karlshamns församling, Blekinge län, död 29 maj 1877 i Karlshamns församling, Blekinge län, av en invandrad tysk släkt, var en svensk grosshandlare, godsägare och politiker.

## Biografi
Han var riksdagsman för borgarståndet i Karlshamn vid ståndsriksdagen 1865–1866, ledamot av första kammaren 1866–1875, invald i Blekinge läns valkrets, samt ledamot av andra kammaren 1876–1877, invald i Karlshamns och Sölvesborgs valkrets. I riksdagen skrev han 2 motioner om Karlshamns läroverk och om ändring i förordningen angående lots- och fyrinrättningen i landet.
Edvard Meyer var gift med Gustava (Stava) Cervin som donerat flera fonder till Karlshamns stad.